# Liste der Kulturgüter in Kriechenwil
Die Liste der Kulturgüter in Kriechenwil enthält alle Objekte in der Gemeinde Kriechenwil im Kanton Bern, die gemäss der Haager Konvention zum Schutz von Kulturgut bei bewaffneten Konflikten, dem Bundesgesetz vom 20. Juni 2014 über den Schutz der Kulturgüter bei bewaffneten Konflikten sowie der Verordnung vom 29. Oktober 2014 über den Schutz der Kulturgüter bei bewaffneten Konflikten unter Schutz stehen.
Es sind weder A-Objekte noch B-Objekte auf dem Gemeindegebiet ausgewiesen, Objekte der Kategorie C fehlen zurzeit (Stand: 7. März 2024). Unter übrige Baudenkmäler sind Objekte zu finden, die im Bauinventar des Kantons Bern als «schützenswert» verzeichnet sind.

## Übrige Baudenkmäler
Hinweis: Als Objekt-Identifikator (ID) wird die Grundstücksnummer verwendet. 
| ID  | Foto |                                                            | Objekt                                 | Typ | Standort                              | Beschreibung |
| --- | ---- | ---------------------------------------------------------- | -------------------------------------- | --- | ------------------------------------- | ------------ |
| 7   | ja   | Datei hochladen · Wikidata zu Primarschulhaus (Q111709425) | Primarschulhaus (1839)                 | G   | Murtenstrasse 103 583236 / 195444     |              |
| 7   | ja   | Datei hochladen                                            | Pausenhalle / ehemalige Scheune (1847) | G   | Murtenstrasse 103a 583254 / 195436    |              |
| 75  | ja   | Datei hochladen                                            | Ofenhaus (1. Hälfte 19. Jh.)           | G   | Ofenhausweg 3 583967 / 195637         |              |
| 519 | BW   | Datei hochladen                                            | Bauernhaus (1754)                      | G   | Schönenbühlstrasse 16 582859 / 196070 |              |
| 574 | BW   | Datei hochladen                                            | Ofenhaus-Stöckli (Mitte 19. Jh.)       | G   | Ziegelhüttenweg 1a 583853 / 195508    |              |
| 595 | BW   | Datei hochladen                                            | Ofenhaus-Stöckli (1814)                | G   | Mühleweg 20 582423 / 196237           |              |
| 595 | BW   | Datei hochladen                                            | Bauernhaus (4. Viertel 19. Jh.)        | G   | Mühleweg 22 582391 / 196255           |              |
| 597 | BW   | Datei hochladen                                            | Mühle (1828)                           | G   | Mühleweg 19 582391 / 196233           |              |